# Euphoresia hiekei
Euphoresia hiekei är en skalbaggsart som beskrevs av Frey 1972. Euphoresia hiekei ingår i släktet Euphoresia och familjen Melolonthidae. Inga underarter finns listade i Catalogue of Life.